# Elmer J. Holland

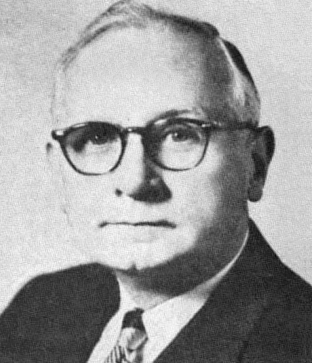
Elmer J. Holland (1965)

Elmer Joseph Holland (* 8. Januar 1894 in Pittsburgh, Pennsylvania; † 9. August 1968 in Annapolis, Maryland) war ein US-amerikanischer Politiker. In den Jahren 1942 und 1943 sowie zwischen 1956 und 1968 vertrat er den Bundesstaat Pennsylvania im US-Repräsentantenhaus.

## Werdegang
Elmer Holland besuchte die öffentlichen Schulen seiner Heimat und danach die Duquesne University, ebenfalls in Pittsburgh. Anschließend studierte er an der Universität Montpellier in Frankreich. Während des Ersten Weltkrieges war er Leutnant in einer Artillerieeinheit der US Army. Dabei war er in Frankreich eingesetzt. Dort absolvierte er im Jahr 1919 auch die Saumur Cavalry School. Zwischen 1915 und 1933 war Holland, mit Ausnahme seiner Zeit in Frankreich (1917–1919), Verkaufs- und Werbemanager einer Glasfirma. Politisch schloss er sich der Demokratischen Partei an. Von 1934 bis 1942 saß er als Abgeordneter im Repräsentantenhaus von Pennsylvania. Zwischen 1940 und 1942 war er Straßen- und Abwasserkanalbeauftragter der Stadt Pittsburgh.
Nach dem Rücktritt des Abgeordneten Joseph A. McArdle wurde Holland bei der fälligen Nachwahl für den 33. Sitz von Pennsylvania als dessen Nachfolger in das US-Repräsentantenhaus in Washington, D.C. gewählt, wo er am 19. Mai 1942 sein neues Mandat antrat. Da er im Jahr 1942 auf eine weitere Kandidatur verzichtete, konnte er bis zum 3. Januar 1943 nur die laufende Legislaturperiode im Kongress beenden. Diese war von den Ereignissen des Zweiten Weltkrieges geprägt. Während dieses Krieges diente er als Major in den amerikanischen Streitkräften. Dabei war er in Europa eingesetzt. Trotz seiner Militärtätigkeit wurde er im Jahr 1943 Mitglied des Senats von Pennsylvania. Dieses Mandat konnte er nach einigen Wiederwahlen bis 1956 ausüben.
Nach dem Tod der Abgeordneten Vera Buchanan gewann Holland die fällige Nachwahl im 30. Wahlbezirk von Pennsylvania und übernahm am 24. Januar 1956 sein neues Mandat. Nach fünf Wiederwahlen konnte er bis zu seinem Tod am 9. August 1968 im Kongress verbleiben. Seit 1963 vertrat er dort als Nachfolger von James E. Van Zandt den 20. Distrikt. In diese Zeit fielen unter anderem Ereignisse des Kalten Krieges und der Bürgerrechtsbewegung sowie der Beginn des Vietnamkrieges. Elmer Holland wurde auf dem Nationalfriedhof Arlington beigesetzt.